# This Is Thirteen
Albums de Anvil
Back to Basics
(2004) Juggernaut of Justice
(2011)
This Is Thirteen est le treizième album du groupe de heavy metal canadien Anvil, il est sorti en 2007. Cet album se montre aussi puissant qu'a la grande époque de Anvil par des chansons à la rythmique simpliste mais très entrainante.
Dans le film consacré au groupe: Anvil! The Story of Anvil, on assiste à la mise au point de l'album: sa composition, son enregistrement, sa production et l'impact de sa distribution.

## Liste des morceaux
1. This Is Thirteen
2. Bombs Away
3. Burning Bridges
4. Ready to Fight
5. Flying Blind
6. Room #9
7. Axe to Grind
8. Feed the Greed
9. Big Business
10. Should'a Would'a Could'a
11. Worry
12. Game Over
13. American Refugee